# Hove (Rösrath)

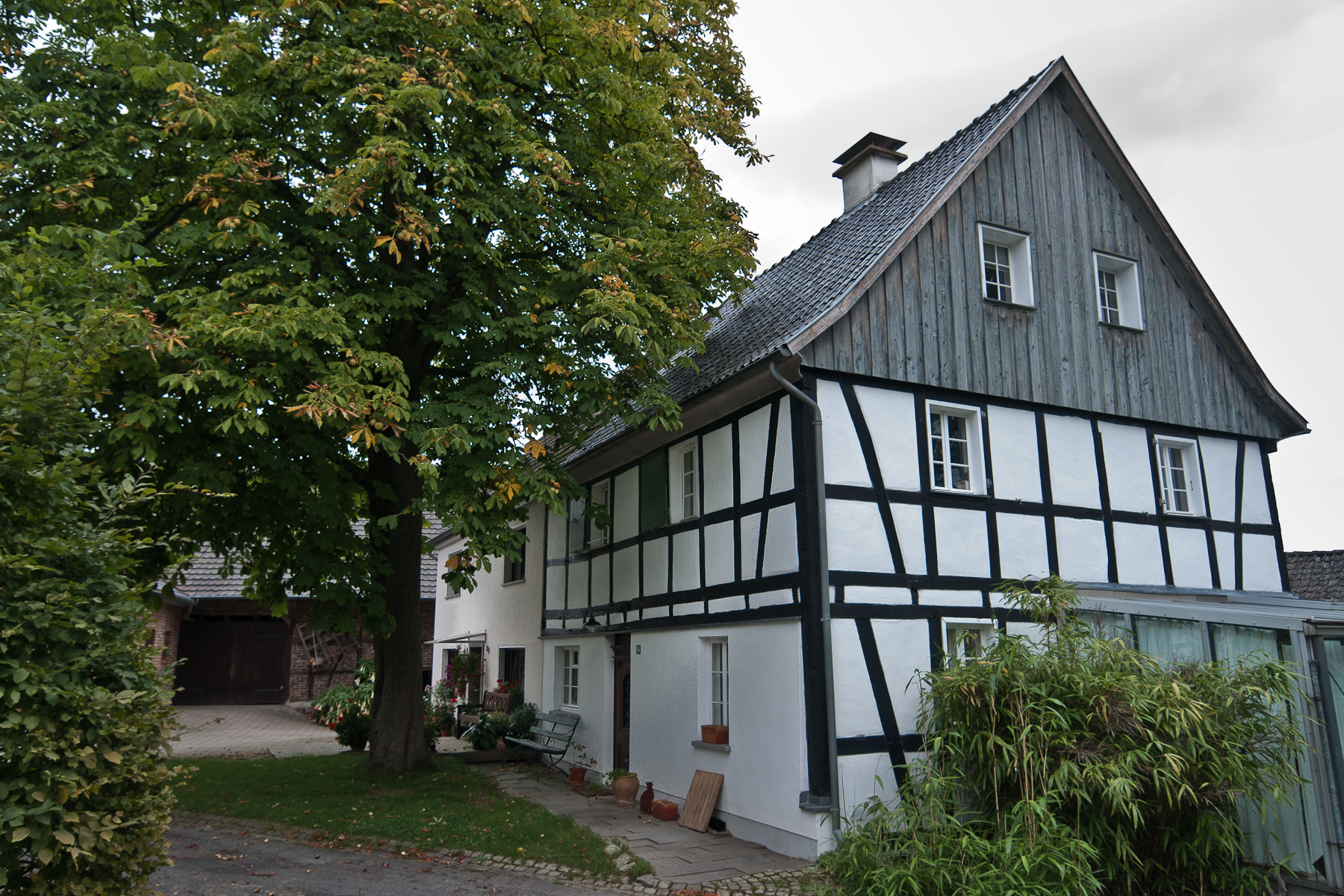
In der Denkmalliste von Rösrath ist Weiler Hove mit einem Baudenkmal (Nr. 71) vertreten.

 Der Weiler Hove ist ein Ortsteil der Stadt Rösrath auf dem Höhenzug Lüderich. Seine Geschichte reicht rund 700 Jahre zurück.

## Lage und Beschreibung
Der Weiler liegt ca. 600 m östlich von Hoffnungsthal und ist von dort über den Hover Weg angeschlossen. Von Osten her erfolgt die äußere verkehrliche Erschließung über die Straße Hover bei Anbindung an die Bleifelder Straße, die Bleifeld und Hoffnungsthal über Blech miteinander verbindet. Eine Anbindung an das ÖPNV-Netz besteht nicht.
Hove ist im Wesentlichen durch Wohnhäuser und im Kern durch ehemalige landwirtschaftliche Hofflächen geprägt. Die Ortslage besteht aus einer Ansammlung von 17 zu Wohnzwecken genutzten Gebäuden (Stand 5. November 2018).

## Wissenswertes
Die Liste der Baudenkmäler in Rösrath zählt mit Hove 84 ein denkmalgeschütztes Gebäude auf.
In Hoffnungsthal wurde der Bunker Hoffnungsthal 50 m in den Hover Berg hineingetrieben.